# Централни Източни Алпи
Централни Източни Алпи (на немски: Zentrale Ostalpen) или също Австрийски Източни Алпи, се нарича планинска верига, която заема централно положение в Източните Алпи. Понятието се използва както в класификацията на Германския и Австрийския алпийски клуб, така и според италианската класификация SOIUSA, макар и с разлики. Заемат части от пет държави: Австрия, Швейцария, Италия, Лихтенщайн и Словения. Най-висок връх е Бернина (4049 м) в масива Бернина, част от Ретийските Алпи.

## Граници и съседни дялове на Алпите
Източните Алпи се разделят на три основни части, ориентирани в посока изток - запад: Северни Варовикови Алпи, Централни Източни Алпи и Южни Варовикови Алпи. Границата между първите две е сравнително ясна и минава по долините на големите алпийски реки: Ил, Ин и Енс, или приблизително по 47°30" с. ш. Що се отнася до южната граница, тя е в по-голяма степен условна. И тя се определеля от реки като Адидже, Изарко, Риенца и Драва. В по-малката си част (до прохода Бирнлюке) Централните Източни Алпи представляват вододел между водосборните басейни на Черно и Адриатическо море, а оттам на изток остават изцяло между притоците на река Дунав.

## Масиви и върхове
Централните Източни Алпи се състоят от следните масиви (от запад на изток):
1. Части от Ретийските Алпи: Ретикон, Силврета, Албула, Плесюр, Бернина, Сесвена - връх Бернина (4049 м);
2. Бергамски Алпи (според ГААК се включват, според SOIUSA - не) - Пицо ди Кока (3050 м);
3. Сарентински Алпи - Хирцер (2781 м);
4. Йоцталски Алпи - Вилдшпице (3774 м);
5. Щубайски Алпи - Цукерхютъл (3507 м);
6. Тукски Алпи - Лизумер Рекнер (2884 м);
7. Цилерталски Алпи - Хохфайлер (3510 м);
8. Кицбюелски Алпи - Кройцьох (2558 м);
9. Висок Тауерн - Гросглокнер (3798 м);
10. Нисък Тауерн - Хохголинг (2863 м);
11. Гуркталски Алпи - Айзенхут (2441 м);
12. Лаванталски Алпи - Цирбицкогел (2396 м);
13. Предалпи на изток от Мура.

## Описание
Централните Източни Алпи преминават през цяла Австрия. Дължината надхвърля 550 км, максималната ширина достига 110 км. Въпреки че са по-ниски от Западните Алпи, те имат същия суров алпийски вид. Изградени са предимно от магмени скали - гранит, гнайс, както и по-малко от варовици, шисти и доломити. В геоложко отношение те се наричат централна кристалинна зона. Долините, които ги ограждат са тектонски обусловени, макар че са преудълбани от ледници и от самите реки. Не само че са дълбоко повлияни от въздействието на последното заледяване, но много ледници са съхранени и до днес (включително Пастерце - най-голям в Източните Алпи, както и Мортерач). Върховете са остри и скалисти, стените им са отвесни и представляват интерес за алпинистите. Билото им се счита за продължение на главното алпийско било и никъде не е проломено от река. По него са оформени редица известни проходи, като се започне от Шплюген (граница със Западните Алпи) и се продължи с Малоя, Бернина, Резия, Бренер, Хохтор, Мюртьорл. Реките са буйни и стръмни, много ледникови езера запълват дъното на циркусите. Ниските части са покрити с букови и борови гори, на високо преобладават алпийските пасища. Хиляди туристите посещават прочутите зимни курорти в тази част на планината - Зьолден, Давос, Санкт Мориц, Кицбюел, Обертауерн, Бад Гащайн, Шладминг.